# Tabiano Castello
Tabiano Castello è una frazione del comune di Salsomaggiore Terme, in provincia di Parma.
La località dista 4,72 km dal capoluogo.

## Geografia fisica
Il piccolo borgo medievale di Tabiano Castello sorge sulle prime colline dell'appennino parmense, a poca distanza dal torrente Rovacchia; grazie alla sua posizione sopraelevata, costituisce un punto panoramico, molto aperto sulle vallate circostanti e sulla vicina pianura. La località, sviluppata attorno al castello, è caratterizzata da un clima piuttosto mite, sia in estate che in inverno.

## Origini del nome
Il toponimo della località, nota originariamente come Tablanus, deriva forse dal nome romano Octavianus.

## Storia
Risale all'età romana la prima presenza accertata di un nucleo abitato, probabile avamposto di legionari, sul crinale roccioso di Tabiano.
All'epoca delle invasioni barbariche, molti degli abitanti delle pianure si rifugiarono nei luoghi più elevati; a Tabiano giunsero numerosi fuggiaschi da Fidenza Julia e Salso de Majori, che vi edificarono agli inizi dell'VIII secolo una prima chiesa intitolata a san Pietro, sul luogo dell'attuale.
Tra il X e l'XI secolo fu innalzata, probabilmente per volontà dei Pallavicino, la prima fortezza, che a partire dal 1143 fu al centro di una lunga contesa tra i figli di Oberto I; nel 1153 il castello fu ricostruito da Delfino Pallavicino, che ne fu ufficialmente investito con il titolo di marchese. Alla sua morte nel 1180, il feudo fu ereditato dai canonici della cattedrale di Parma, che pochi anni dopo ne cedettero i tre quarti a Bernardo da Cornazzano.
Nel 1249 il castello fu assegnato al marchese Oberto II Pallavicino dall'imperatore del Sacro Romano Impero Federico II di Svevia, ma nel 1267 fu espugnato dai guelfi parmigiani. Agli inizi del XIV secolo Manfredino Pallavicino, figlio di Oberto II, si reimpadronì del maniero grazie all'aiuto dei Visconti, ma lo lasciò ai cugini del ramo di Scipione, che a loro volta lo trasmisero alla stirpe di Busseto.
Nel 1374 Niccolò Pallavicino uccise lo zio Giacomo, marchese di Bargone, e il cugino Giovanni, per appropriarsi del loro castello; in risposta Bernabò Visconti attaccò la fortezza di Tabiano e se ne impossessò, per donarla nel 1380 alla consorte Regina della Scala. Nel 1390 Gian Galeazzo Visconti riconsegnò il castello a Niccolò, che nel 1395 fu ufficialmente investito di tutti i suoi feudi da parte dell'imperatore Venceslao di Lussemburgo. Alla sua morte per avvelenamento nel 1401, le sue sostanze passarono al figlio naturale Rolando il Magnifico.

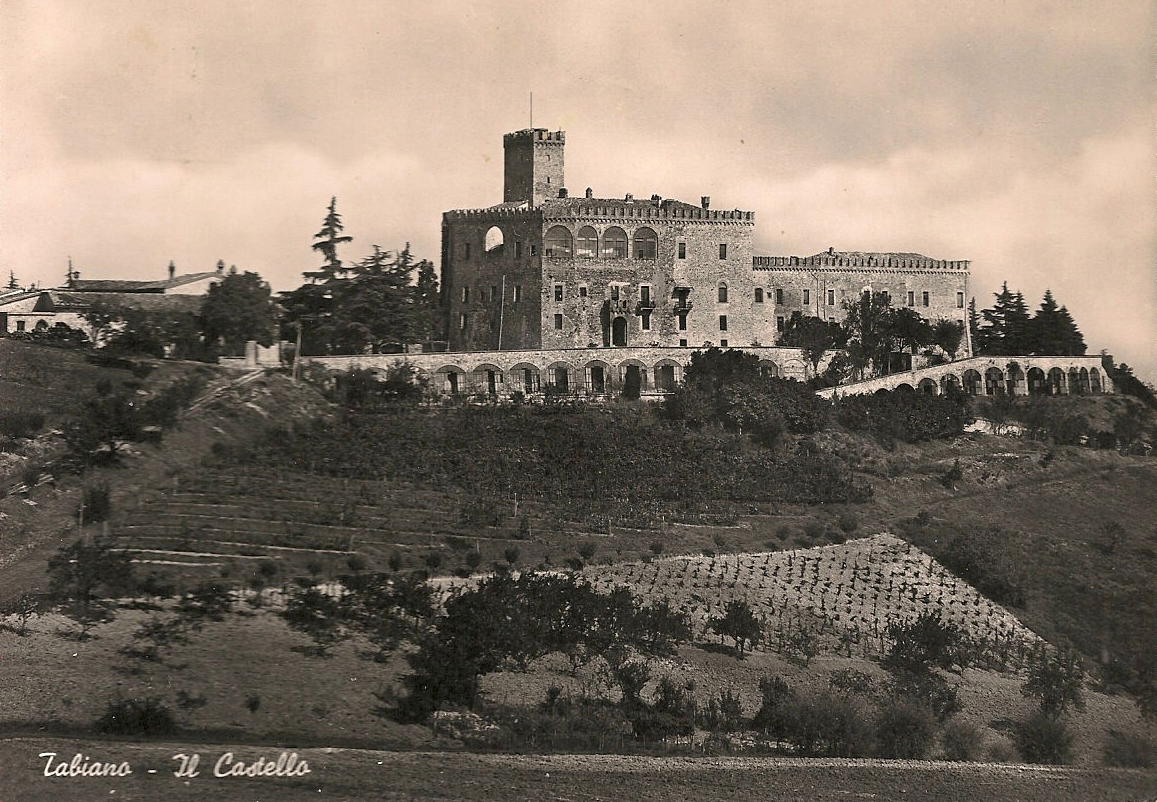
Facciata sud del castello nel 1957

Nel 1441 Niccolò Piccinino attaccò su più fronti lo Stato Pallavicino, costringendo il Pallavicino alla fuga; le sue terre furono incamerate da Filippo Maria Visconti, che nel 1442 investì il condottiero del feudo di Tabiano e di numerosi altri. Nel 1457 Francesco Sforza investì Uberto Pallavicino, figlio di Rolando, del maniero di Tabiano. I suoi discendenti mantennero il possesso della fortezza fino al 1756, quando morì l'ultimo marchese Odoardo e il feudo fu confiscato dalla Camera ducale di Parma, che lo assegnò alla famiglia Sermattei di Assisi; le terre rimasero tuttavia di proprietà della marchesa Ottavia Pallavicino, moglie di Francesco Maria Landi, che riacquistò anche il castello.
Nel 1882 l'ultima erede dei Landi, Sofia, alienò la fortezza e il borgo circostante, entrambi in stato di avanzato degrado, a Giacomo e Rosa Corazza; il figlio Carlo all'inizio del XX secolo acquistò nuove terre e ristrutturò i casali, fondando un'azienda agricola. I discendenti agli inizi del XXI secolo recuperarono l'intera struttura del castello e del piccolo borgo di origine medievale, che trasformarono in elegante albergo diffuso.

## Monumenti e luoghi d'interesse

### Castello

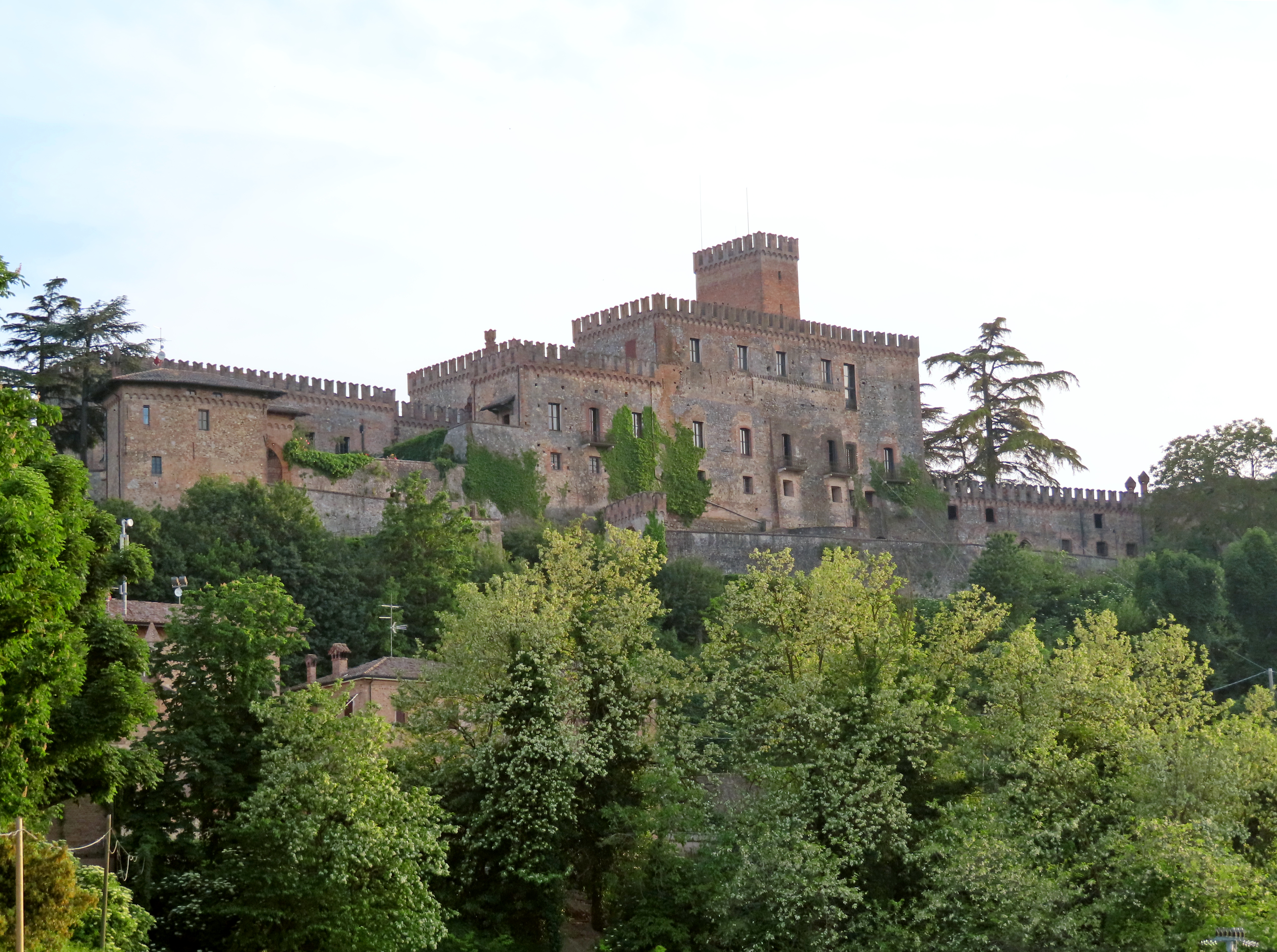
Facciata nord del castello

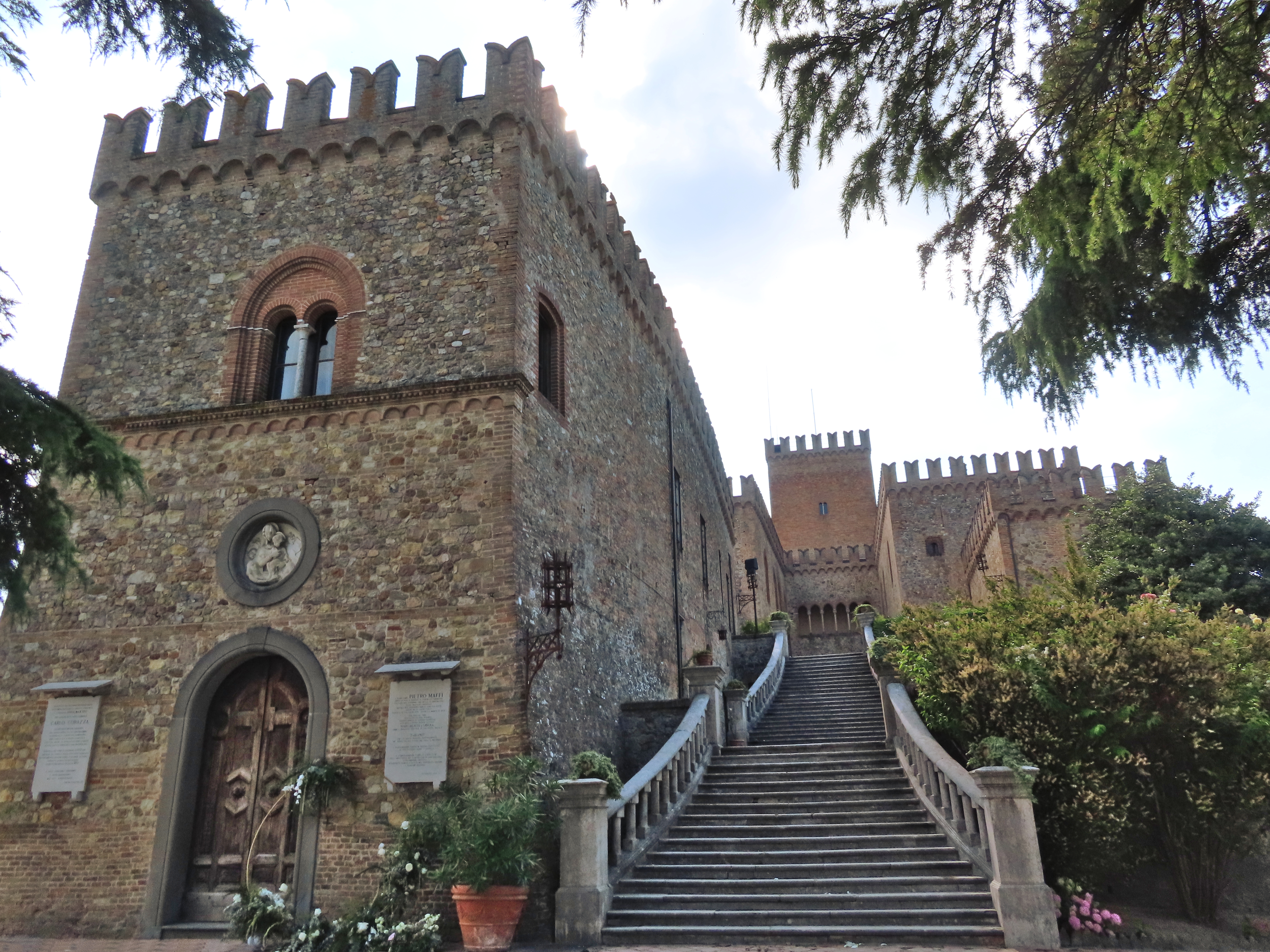
Scalone d'onore del castello

Edificato originariamente tra il X e l'XI secolo, il castello fu ricostruito nel 1153 e più volte ampliato nei secoli successivi; a eccezione di alcune parentesi nel XII e nel XIV secolo, i marchesi Pallavicino lo mantennero quasi ininterrottamente fino alla loro estinzione nel 1756; assegnato ai Sermattei, il maniero fu acquistato dopo alcuni anni dai cugini Landi; alienato nel 1882 alla famiglia Corazza, il maniero fu ristrutturato e trasformato in un'elegante dimora signorile, ricca di affreschi e decorazioni in stucco; dagli inizi del XXI secolo l'edificio è adibito, unitamente al borgo circostante, ad albergo diffuso, con annessa azienda agricola.

### Borgo

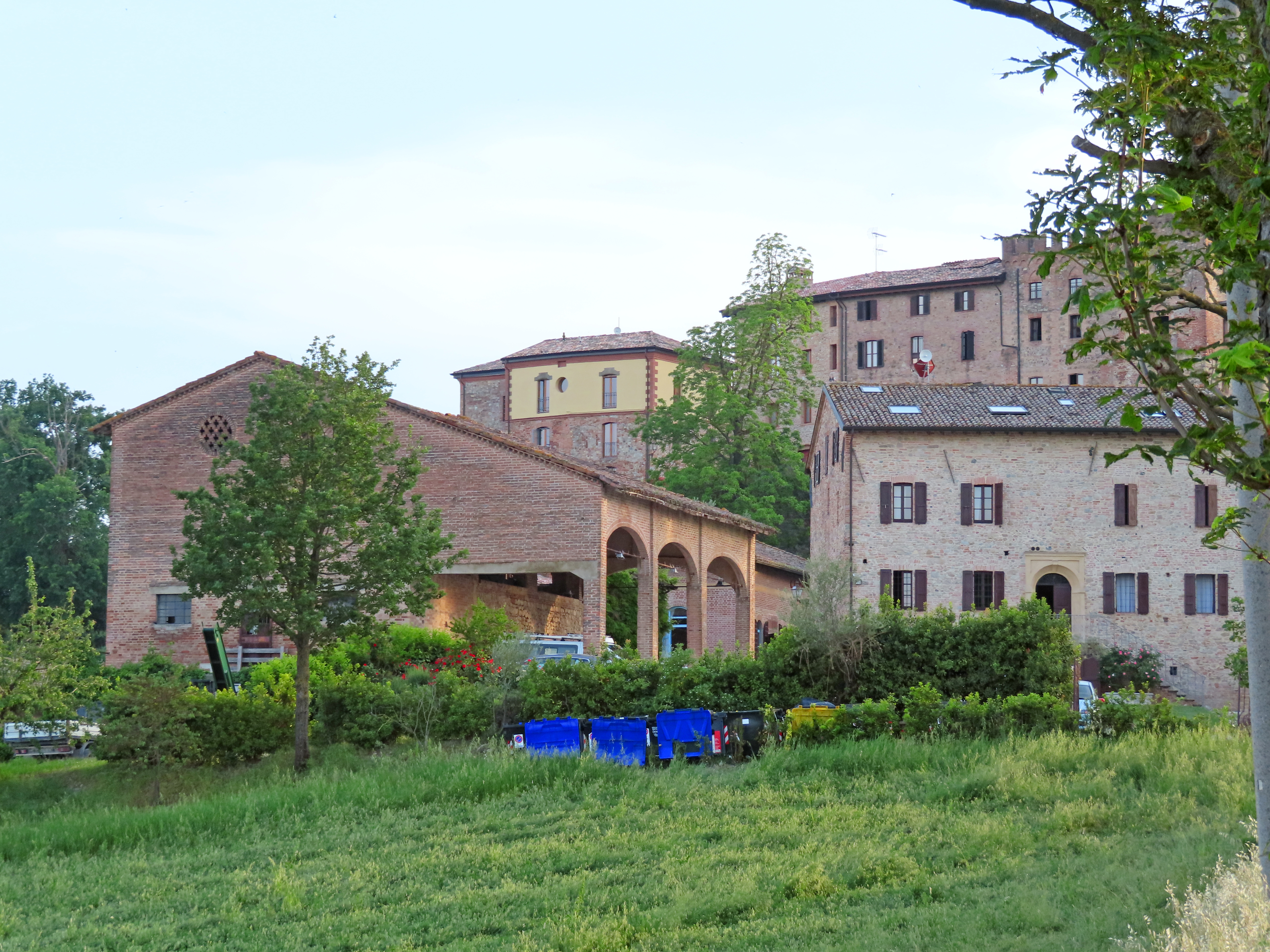
Casa del Mezzadro e fienile

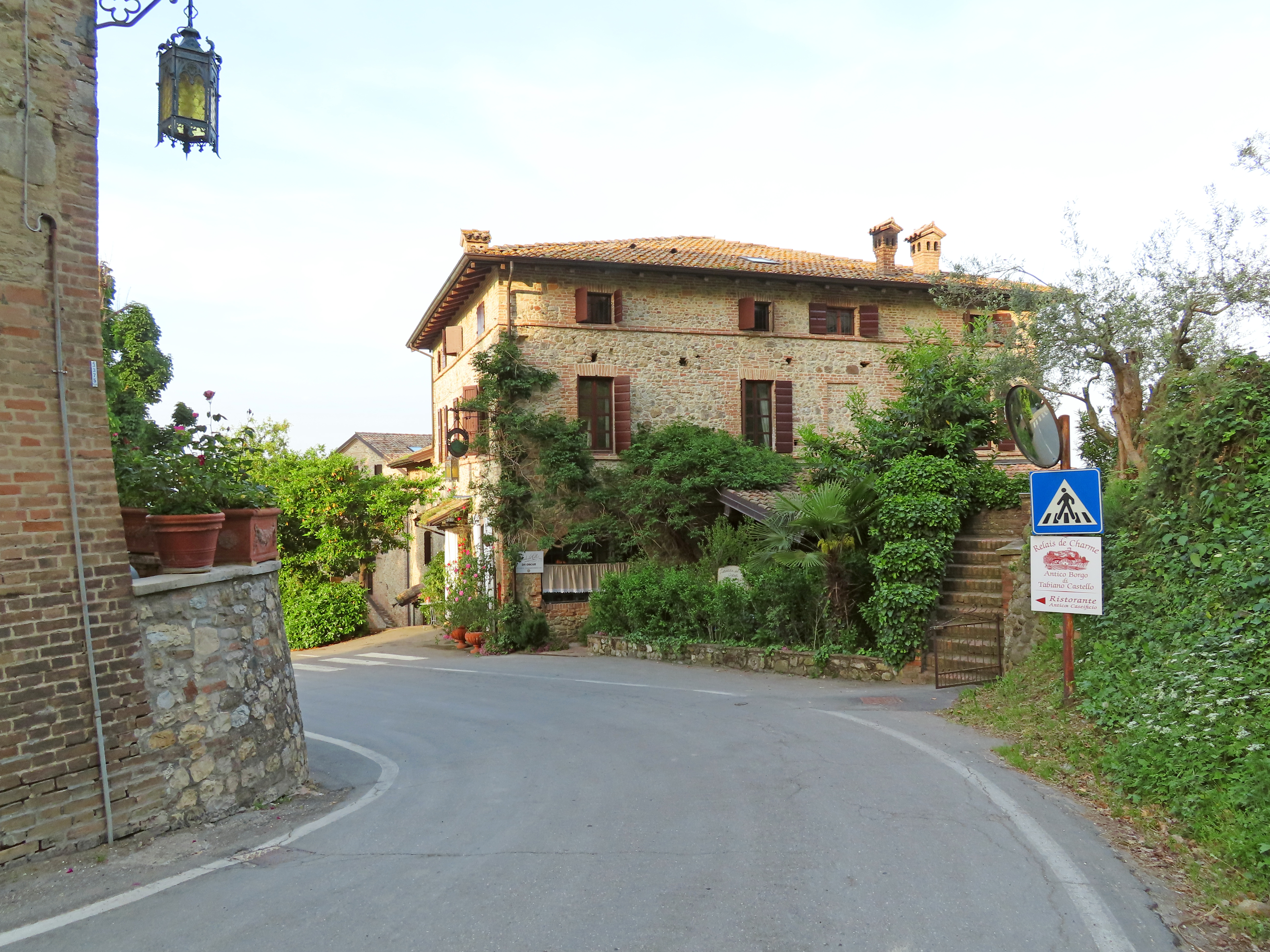
Locanda

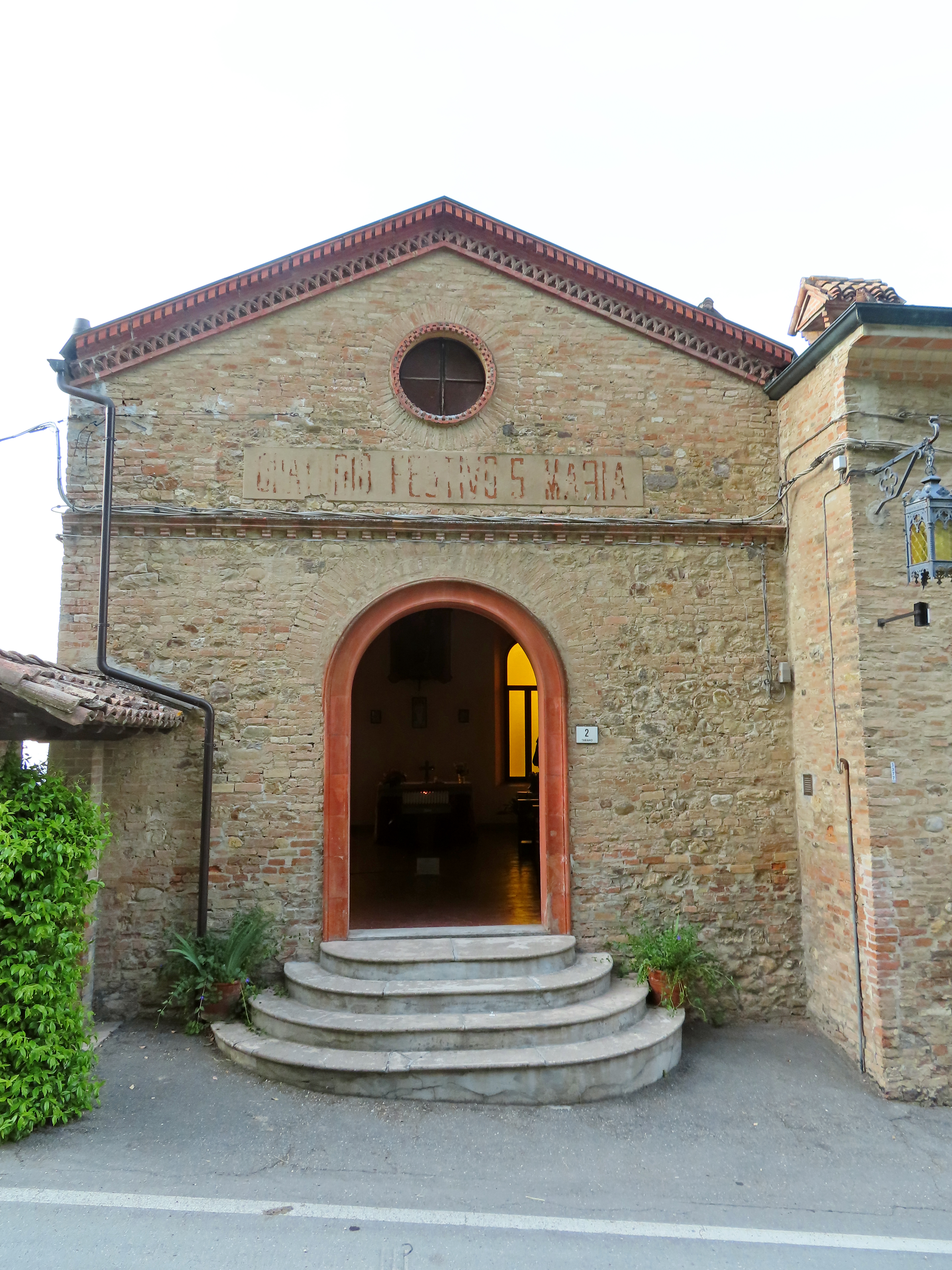
Oratorio di Santa Maria

In adiacenza al castello, che sorge in posizione sopraelevata, si sviluppa il piccolo borgo in pietra nato in epoca medievale; la parte più antica è proprio costituita dagli edifici che si innalzano all'interno delle mura duecentesche ai piedi del maniero; in corrispondenza dei due margini orientali della cinta si innalzano altrettante torri angolari a pianta circolare.
L'antica torre d'ingresso in pietra sorge a ridosso della scarpata su cui si eleva il castello; caratterizzata dallo spigolo in mattoni rossi, è coronata da merlature ghibelline; la facciata esterna mostra ancora in evidenza, ai lati del portale ad arco a sesto acuto, le due alte fessure che un tempo ospitavano i bolzoni del ponte levatoio, in seguito sostituito da un ponticello in legno.
All'interno della cinta muraria si innalzano la torre di Guardia, risalente al XIV secolo, inglobata nella casa della Ragione, e la casa dell'Agata, la cui parte basamentale risale all'epoca medievale.
All'esterno sorgono edifici di epoche differenti; i più antichi, di origine medievale, sono l'Osteria, la casa del Fabbro, la casa del Sarto e la casa del Mezzadro; più recenti sono invece i fabbricati a destinazione agricola, tra cui le stalle, i fienili ed il caseificio, innalzati in prevalenza agli inizi del XX secolo, quando Carlo Corazza acquistò nuove terre e ristrutturò i casali più vecchi, fondando una fiorente impresa rurale. All'epoca il borgo conobbe il suo periodo di maggior prosperità ed accanto all'oratorio dedicato a santa Maria, fondato nel 1904 da Giacomo Corazza, sorsero numerose attività in aggiunta a quelle già esistenti, tra cui un barbiere, un falegname, un calzolaio ed una tabaccheria; dopo la seconda guerra mondiale il settore agricolo entrò in crisi ed il piccolo borgo si spopolò, per rinascere solo col nuovo millennio grazie alla trasformazione dell'intero complesso in albergo.

### Chiesa dei Santi Gervasio e Protasio

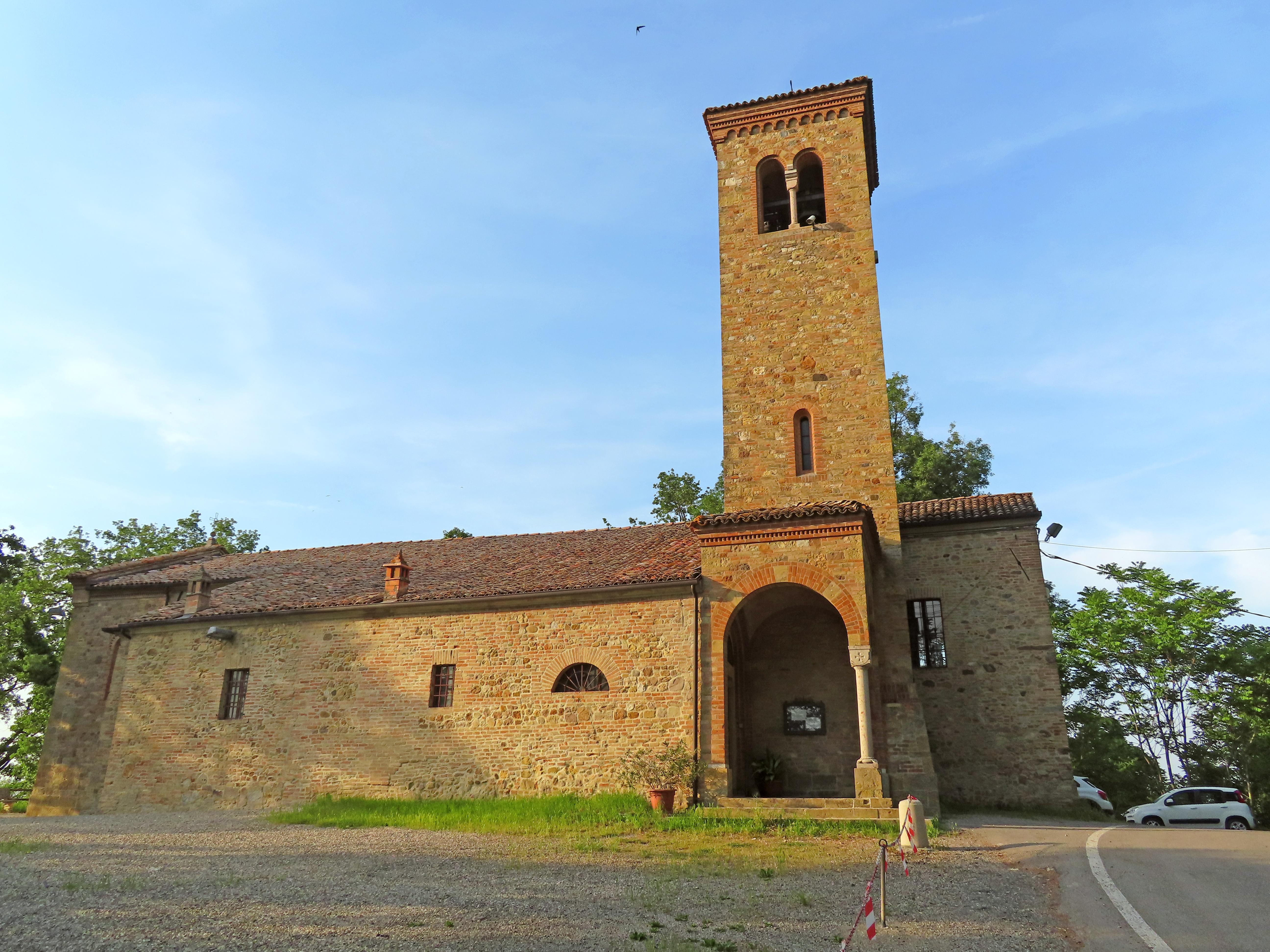
Lato sud della chiesa dei Santi Gervasio e Protasio

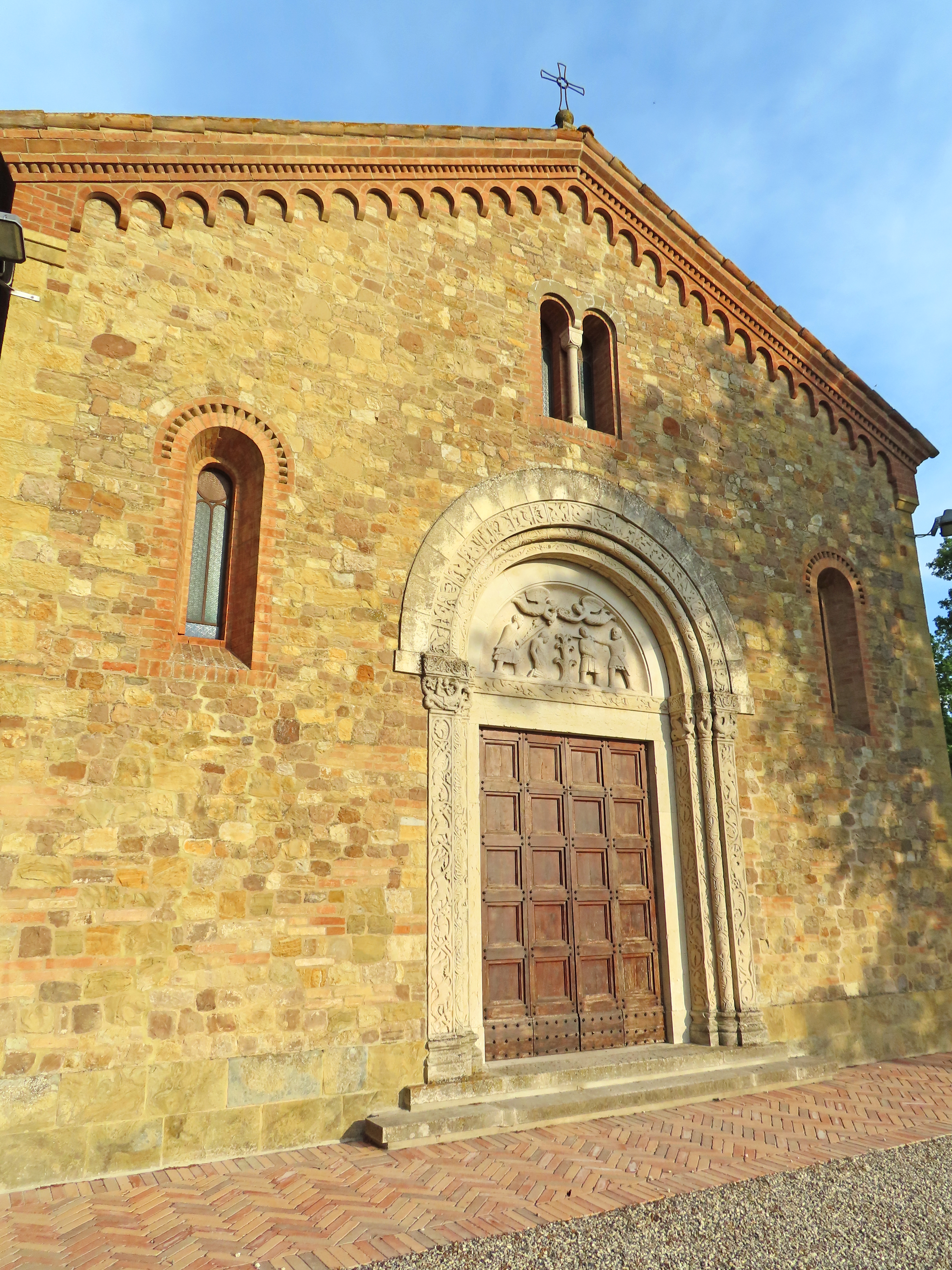
Facciata della chiesa dei Santi Gervasio e Protasio

All'esterno del borgo, ad ovest del castello, sorge isolata la chiesa dedicata ai santi Gervasio e Protasio, innalzata nelle forme attuali nel XVI secolo in stile romanico, sui resti di una precedente cappella di origine medievale.
Il luogo di culto, già elevato a parrocchia nel XIV secolo, fu in seguito restaurato nel 1907, quando fu innalzata in stile neoromanico la facciata in pietra di Varone su progetto dell'architetto Mario Vacca; il portale con la lunetta in marmo di Carrara fu realizzato dallo scultore Rossi; infine il campanile con la loggetta angolare adiacente fu edificato nel 1950, sempre in stile neoromanico.
Il 9 novembre 1983 l'edificio fu danneggiato da una forte scossa sismica, con la formazione di alcune lesioni; conseguentemente, fu avviata una serie di lavori, l'ultima fase dei quali si svolse tra il 2017 e il 2023, col consolidamento strutturale delle fondazioni e delle volte, che furono anche restaurate.
Gli interni si presentano in stile barocco; vi si conservano alcune interessanti tele ad olio: Gervasio e Protasio, realizzata dal pittore parmigiano Francesco Pescatori e donata dalla duchessa Maria Luigia nel 1841, e L'Ultima Cena, dipinta nel 1636 dal fidentino Picelli.